# Al Brule
Al Brule, né en 1917 et décédé en 2001, est un peintre et illustrateur américain spécialisé dans les dessins de pin-ups et dans les illustrations de romans pulp fiction,.

## Biographie
Il signait ses œuvres Brulé.